# Załusin
Załusin – wieś w Polsce, położona w województwie łódzkim, w powiecie kutnowskim, w gminie Bedlno.
| SIMC    | Nazwa     | Rodzaj    |
| ------- | --------- | --------- |
| 0559492 | Julianów  | część wsi |
| 0559500 | Trawin    | część wsi |
| 0559517 | Załusinek | część wsi |

W latach 1975–1998 wieś administracyjnie należała do województwa płockiego.